# Троценко Олексій Васильович
Олексій Васильович Троценко (нар. 3 березня 1933, Олексіївка) — український художник; член Спілки радянських художників України з 1963 року. Чоловік художниці Ери Троценко.

## Біографія
Народився 3 березня 1933 року в селі Олексіївці Алматинської області (нині Казахстан). 1952 року закінчив Алматинське художнє училище (навчався у Абрама Черкаського); 1960 року — Харківський художній інститут (навчався у Бориса Косарєва).
Працював у Запорізькому музично-драматичному театрі імені Миколи Щорса. Мешкав у Запоріжжі в будинку на вулиці Перемоги, № 105, квартира № 71. З 1980-х років — у Києві, де мешкав в будинку на Оболонському проспекті, № 2А, квартира № 153 та у будинку на вулиці Олегівській, № 9.

## Творчість
Працював у галузях театрально-декораційного мистецтва, станкового та монументального живопису. У Запорізькому музично-драматичному театрі створив ескізи декорацій до
вистав «Щорс» Юрія Дольда-Михайлика (1960); «Назар Стодоля» Тараса Шевченка (1961).
автор картин
- «Весняні гнізда» (1961, у співавторстві з Ерою Троценко);
- «Батьки» (1967);
- «Україна» (1967);
- «Весілля» (1969, у співавторстві з Ерою Троценко);
- «Декрет про землю» (1970);
- «Скорись Дніпро» (1986);
- «Два оленя» (1988);
- «Скорбота землі» (1995);
- «Голгофа» (1999).

монументальні роботи
- панорама «Звільнення болгар від османського іга» у місті Плевені (1974)[1];
- діорама «Будівництво Дніпробуду» в Музеї історії запорозького козацтва у Запоріжжі (1985)[1][3].

Брав участь у республіканських виставках з 1960 року.